# (32093) Zhengyan
(32093) Zhengyan est un astéroïde de la ceinture principale.

## Description
(32093) Zhengyan est un astéroïde de la ceinture principale. Il fut découvert le 28 mai 2000 à Socorro (Nouveau-Mexique) par le projet LINEAR. Il présente une orbite caractérisée par un demi-grand axe de 2,33 UA, une excentricité de 0,12 et une inclinaison de 2,1° par rapport à l'écliptique.

## Compléments